# 이진영 (1980년)
이진영(李晋暎, 1980년 6월 15일 ~ )은 전 KBO 리그 kt 위즈의 외야수, 내야수이자, 현 대한민국 야구 국가대표팀의 QC코치, KBO 리그 삼성 라이온즈의 타격코치이다.

## 선수 시절

### 아마추어 시절
군산상고 시절에 140km/h대 중후반의 직구를 던지는 좌완 파워 피쳐였다.

### 쌍방울 레이더스시절
1999년에 1차 지명을 받아 계약금 1억원에 투수로 입단했으나 외야수로 전향했다. 1999년 신인 드래프트에서 팀이 경영난으로 인해 지명한 선수들 중 대학 진학자들을 제외하고 고졸 선수들 중에서 그와만 계약했기 때문에, 그는 팀에 마지막으로 입단한 신인 선수였다. 입단 첫 해에는 뚜렷한 모습을 보여 주지 못했다. 1999년 시즌 후 모기업의 재정 악화로 팀이 해체됐고, 선수단이 SK 그룹에 인계돼 2000년부터 SK 와이번스 소속으로 활동했다.

### SK 와이번스시절
2007년, 2008년에 팀의 정규 시즌 우승 및 한국시리즈 우승에 기여했다.

### LG 트윈스시절
2008년 시즌 후 FA 자격을 얻었고, 2008년 11월 20일 정성훈과 함께 연봉 3억 6,000만원의 조건으로 1년 계약을 맺고 이적했다. 2012년 시즌 후 다시 4년간 FA 계약을 맺고 잔류했다.
우익수 수비를 많이 하지만 1루 수비에도 일가견이 있어 가끔 1루수로도 출장했다.
2014년 시즌부터 팀의 주장으로 선임됐다. 3년 연속 3할대 타율을 기록했다.

### kt 위즈시절
2016년 2차 드래프트에서 1라운드에 지명을 받아 이적했다.
2016년 시즌 후 FA를 선언했고, 2년 15억원에 잔류했다.
2018년 10월 19일에 은퇴를 선언했다.

## 야구선수 은퇴 후
일본 프로 야구 팀 도호쿠 라쿠텐 골든이글스에서 지도자 연수를 받았다. 이후 2020년부터 SK 와이번스의 타격코치로 부임하며 12년만에 지도자로서 SK 와이번스에 복귀했다.

## 별명
- '국민 우익수'(혹은 국민적 우익수)라고 불린다.
- 2루수 앞 땅볼을 많이 쳐 '이땅영', '이땅 선생'으로 불린다.

## 가족 관계
- 아버지 : 이경섭
- 어머니 : 김인화
- 동생 : 이진우
- 배우자 : 박선하 (2008년 ~ 현재)

## 수상
- 1997년 제 17회 세계 청소년 선수권 도루왕
- 1998년 제 3회 아시아 청소년 선수권 베스트 9
- 2003년 올스타전 출전, 플레이오프 MVP, 골든 포토상
- 2005년 7월 MVP(타자 부문)
- 2006년 올스타전 출전 사랑의 골든 글러브, 제 1회 WBC 동메달, 제 15회 도하 아시안 게임 야구 국가대표 동메달
- 2008년 베이징 올림픽 금메달
- 2009년 제 2회 WBC 국가대표 준우승

## 국가대표 경력

### 2006년WBC
1라운드 일본전에서 니시오카 쓰요시가 친 우익선상 타구를 멋진 다이빙 캐치로 잡아냈다. 그는 2라운드에서도 사토자키의 우전 안타 때 정확한 송구로 홈으로 쇄도하던 2루 주자 이와무라 아키노리를 잡아내며 '국민 우익수'라고 불렸다.

### 2008년베이징 올림픽
일본과의 준결승전에서 1점차로 뒤지고 있던 경기 후반에 대타로 투입돼 당시 일본 최고의 마무리 투수였던 후지카와 규지를 상대로 동점 적시타를 쳐 냈다. 한국은 그의 적시타를 발판삼아 이승엽의 역전 2점 홈런, 강민호의 쐐기타를 더해 4점을 더 내며 올림픽 금메달을 획득했다.

### 2009년WBC
2라운드 일본과의 1조 승자전에서 선발 다르빗슈 유를 상대로 2타점 적시타를 쳐 냈다. 한국이 일본에 4-1로 승리하며 그의 2타점은 결승타가 됐다. 또 대만과의 경기에서 만루 홈런을 쳐 내며 한국은 9-0으로 대만에 완승을 거뒀다.
| 팀                                                                                     | 1 | 2 | 3 | 4 | 5 | 6 | 7 | 8 | 9 | R | H  | E |
| 중화 타이베이                                                                          | 0 | 0 | 0 | 0 | 0 | 0 | 0 | 0 | 0 | 0 | 5  | 0 |
| 대한민국                                                                               | 6 | 0 | 0 | 0 | 1 | 2 | 0 | 0 | X | 9 | 10 | 0 |
| 승리 투수: 류현진 패전 투수: 리전창 홈런: 대한민국 – 이진영(1회 만루), 정근우(6회 2점) |   |   |   |   |   |   |   |   |   |   |    |   |

| 팀                                                      | 1 | 2 | 3 | 4 | 5 | 6 | 7 | 8 | 9 | R | H | E |
| 일본                                                    | 0 | 0 | 0 | 0 | 1 | 0 | 0 | 0 | 0 | 1 | 7 | 1 |
| 대한민국                                                | 3 | 0 | 0 | 0 | 0 | 0 | 0 | 1 | X | 4 | 4 | 0 |
| 승리 투수: 봉중근 패전 투수: 다르빗슈 유 세이브: 임창용 |   |   |   |   |   |   |   |   |   |   |   |   |

## 등번호
- '10' (1999년 ~ 2001년)
- '35' (2002년 ~ 2018년)
- '72' (2020년)
- '75' (2021년 ~ 2023년)

## 응원가
- LG 트윈스 시절 : 오 LG 이진영 오 LG 이진영 오 LG 이진영 워 워워워워 당당히 마주하라 LG 이진영 ×2
  - 육성 응원 : LG의 이진영 LG의 이진영 LG의 이진영 안타 안타 안타 안타 이진영 ×2
- kt 위즈 시절 : kt 위즈 이진영 오오오오오오오 kt 위즈 이진영 위풍당당 이진영 ×2

## 출신 학교
- 군산초등학교
- 군산남중학교
- 군산상업고등학교

## 통산 기록
| 연도 | 팀명   | 타율  | 경기 | 타수 | 득점 | 안타 | 2루타 | 3루타 | 홈런 | 루타 | 타점 | 도루 | 도실 | 볼넷 | 사구 | 삼진 | 병살 | 실책 |
| ---- | ------ | ----- | ---- | ---- | ---- | ---- | ----- | ----- | ---- | ---- | ---- | ---- | ---- | ---- | ---- | ---- | ---- | ---- |
| 1999 | 쌍방울 | 0.258 | 65   | 190  | 14   | 49   | 5     | 0     | 4    | 66   | 13   | 5    | 4    | 17   | 0    | 40   | 3    | 2    |
| 2000 | SK     | 0.247 | 105  | 292  | 34   | 72   | 16    | 4     | 7    | 117  | 33   | 2    | 1    | 21   | 1    | 64   | 3    | 3    |
| 2001 | SK     | 0.280 | 120  | 321  | 49   | 90   | 16    | 1     | 7    | 129  | 31   | 9    | 5    | 35   | 0    | 64   | 5    | 4    |
| 2002 | SK     | 0.308 | 128  | 419  | 73   | 129  | 22    | 8     | 13   | 206  | 40   | 11   | 12   | 42   | 5    | 57   | 7    | 4    |
| 2003 | SK     | 0.328 | 128  | 481  | 81   | 158  | 29    | 6     | 17   | 250  | 70   | 10   | 9    | 62   | 4    | 76   | 6    | 7    |
| 2004 | SK     | 0.342 | 117  | 404  | 74   | 138  | 19    | 1     | 15   | 204  | 63   | 8    | 6    | 66   | 5    | 49   | 9    | 1    |
| 2005 | SK     | 0.291 | 122  | 453  | 76   | 132  | 19    | 1     | 20   | 213  | 74   | 8    | 5    | 55   | 3    | 60   | 7    | 3    |
| 2006 | SK     | 0.273 | 118  | 428  | 54   | 117  | 13    | 0     | 11   | 163  | 41   | 3    | 4    | 41   | 2    | 52   | 8    | 2    |
| 2007 | SK     | 0.350 | 80   | 220  | 40   | 77   | 10    | 3     | 7    | 114  | 42   | 6    | 0    | 22   | 2    | 20   | 2    | 1    |
| 2008 | SK     | 0.315 | 95   | 324  | 53   | 102  | 20    | 0     | 8    | 146  | 53   | 12   | 6    | 31   | 3    | 26   | 4    | 3    |
| 2009 | LG     | 0.300 | 120  | 380  | 50   | 114  | 18    | 1     | 14   | 176  | 69   | 5    | 2    | 40   | 1    | 30   | 19   | 2    |
| 2010 | LG     | 0.331 | 104  | 378  | 56   | 125  | 28    | 0     | 7    | 174  | 50   | 10   | 4    | 32   | 1    | 40   | 7    | 5    |
| 2011 | LG     | 0.276 | 97   | 323  | 43   | 89   | 18    | 1     | 2    | 115  | 37   | 3    | 2    | 26   | 2    | 29   | 9    | 2    |
| 2012 | LG     | 0.307 | 105  | 365  | 39   | 112  | 18    | 0     | 4    | 142  | 55   | 4    | 2    | 44   | 1    | 41   | 8    | 2    |
| 2013 | LG     | 0.329 | 106  | 368  | 41   | 121  | 26    | 1     | 3    | 158  | 62   | 6    | 2    | 37   | 2    | 42   | 6    | 0    |
| 2014 | LG     | 0.325 | 119  | 412  | 53   | 134  | 19    | 2     | 6    | 175  | 65   | 4    | 3    | 45   | 0    | 48   | 10   | 0    |
| 2015 | LG     | 0.256 | 103  | 301  | 32   | 77   | 5     | 1     | 9    | 111  | 39   | 2    | 4    | 42   | 3    | 55   | 10   | 1    |
| 2016 | kt     | 0.332 | 115  | 371  | 49   | 123  | 23    | 1     | 10   | 178  | 72   | 2    | 5    | 45   | 3    | 44   | 13   | 0    |
| 2017 | kt     | 0.289 | 103  | 263  | 28   | 76   | 26    | 1     | 2    | 110  | 31   | 0    | 0    | 17   | 1    | 34   | 3    | 0    |
| 2018 | kt     | 0.318 | 110  | 283  | 40   | 90   | 17    | 1     | 3    | 118  | 39   | 2    | 1    | 25   | 0    | 35   | 3    | 0    |
| 통산 | 20시즌 | 0.305 | 2160 | 6976 | 979  | 2125 | 367   | 33    | 169  | 3065 | 979  | 112  | 77   | 745  | 39   | 906  | 142  | 42   |